# Adam Obtułowicz
Adam Obtułowicz, ps. „Leon”, „Jan Podgórski” (ur. 5 lipca 1897 w Dukli, zm. wiosną 1941 w Grodnie) – podpułkownik piechoty Wojska Polskiego, działacz niepodległościowy, kawaler Orderu Virtuti Militari. 

## Życiorys
Adam Obtułowicz urodził się 5 lipca 1897 w Dukli, w rodzinie Adama i Karoliny z domu Blech. Uczęszczał do szkoły realnej w Dukli, potem uczył się w Seminarium Nauczycielskim w Krakowie.  
Od 10 sierpnia 1914 służył w Legionach Polskich - w 2 kompanii I baonu, potem w II batalionie 1 pułku piechoty. Walczył m.in. w rejonie Tarnowa, potem pod Łowczówkiem na linii rzeki Białej, nad Nidą. 24 maja 1915 w walkach pod Przepiórowem został ranny. Po powrocie z rekonwalescencji walczył na Lubelszczyźnie, potem w kampanii wołyńskiej, od 16 września 1916 na linii Stochodu i Styru. Po kryzysie przysięgowym został internowany, a we wrześniu 1917 wcielony do cesarskiej i królewskiej Armii. Walczył w szeregach Pułku Piechoty Nr 100 na froncie włoskim. 
15 listopada 1918 wstąpił na ochotnika do Wojska Polskiego - 5 pułku piechoty Legionów w Radymnie. Na początku 1919, w stopniu podchorążego piechoty, został przeniesiony do baonu zapasowego 1 pułku piechoty Legionów w Zambrowie, gdzie ukończył kurs oficerski. Awansowany do stopnia podporucznika piechoty, ze starszeństwem od 1 marca 1919. Brał udział w wojnie polsko-bolszewickiej. W 1923 był oficerem zawodowym w 1 pp Leg. w stopniu kapitana ze starszeństwem z dniem 1 czerwca 1919. W 1924 służył w Centralnej Szkole Podoficerów Piechoty Nr 1 w Chełmnie. W marcu 1925 został przydzielony z Kursu doszkolenia młodszych oficerów piechoty do macierzystego 1 pp Leg. 18 lutego 1928 awansował na majora ze starszeństwem z dniem 1 stycznia 1928 i 195. lokatą w korpusie oficerów piechoty. Pełnił wówczas służbę w Ekspozyturze Nr 1 Oddziału II Sztabu Generalnego w Wilnie. 5 listopada 1928 otrzymał przeniesienie do Batalionu Podchorążych Rezerwy Piechoty Nr 5 w Łobzowie na stanowisko zastępcy dowódcy. Z dniem 4 kwietnia 1929 został przydzielony na XIII dwumiesięczny kurs w Centralnej Szkole Strzelniczej w Toruniu. W marcu 1931 został przeniesiony z baonu pchor. rez. nr 5 do batalionu manewrowego w Rembertowie na stanowisko zastępcy dowódcy. W marcu 1932 został przeniesiony do Korpusu Ochrony Pogranicza na stanowisko oficera sztabu pułku KOP „Wilejka”. W kwietniu 1935 objął dowództwo batalionu KOP „Budsław”. W grudniu 1936 wrócił do macierzystego 1 pp Leg. na stanowisko dowódcy batalionu. Później został przesunięty na stanowisko II zastępcy dowódcy pułku (kwatermistrza). Na podpułkownika awansował ze starszeństwem z 19 marca 1938 i 21. lokatą w korpusie oficerów piechoty.
W czasie kampanii wrześniowej 1939 oficer Ośrodka Zapasowego 1 Dywizji Piechoty w Sokółce, potem w Wilnie. od grudnia 1939 do marca 1940 był szefem sztabu Dowództwa Wojewódzkiego Służby Zwycięstwu Polski w Wilnie. Od kwietnia 1940 komendant Okręgu Nowogródek Związku Walki Zbrojnej. W październiku 1940 został aresztowany przez NKWD w Białymstoku. Więziony w Moskwie. Zbiegł (lub został zwolniony za cenę pozornej współpracy). Zginął w czasie próby ponownego aresztowania.
Był żonaty. Miał córkę Jolantę (ur. 7 września 1932).

## Ordery i odznaczenia
- Krzyż Srebrny Orderu Wojskowego Virtuti Militari nr 4790 – 1921[19][5]
- Krzyż Niepodległości – 9 stycznia 1932 „za pracę w dziele odzyskania niepodległości”[20][21]
- Krzyż Walecznych czterokrotnie
- Złoty Krzyż Zasługi – 10 listopada 1928 „w uznaniu zasług, położonych na polu pracy w poszczególnych działach wojskowości”[22][23]
- Medal Pamiątkowy za Wojnę 1918–1921[24]
- Medal Dziesięciolecia Odzyskanej Niepodległości[24]
- Odznaka za Rany i Kontuzje z dwiema gwiazdkami[25]
- Odznaka „Za wierną służbę”